# Isaiah McKenzie
Isaiah McKenzie (Miami, 9 aprile 1995) è un giocatore di football americano statunitense che milita nel ruolo di wide receiver per gli Indianapolis Colts della National Football League  (NFL).

## Carriera professionistica

### Denver Broncos
McKenzie al college giocò a football all'Università della Georgia dal 2013 al 2016. Fu scelto nel corso del quinto giro (172º assoluto) nel Draft NFL 2017 dai Denver Broncos. Debuttò come professionista subentrando nella gara del primo turno contro i Los Angeles Chargers senza fare registrare alcuna ricezione. Il primo passaggio lo ricevette due settimane dopo contro i Buffalo Bills.

### Buffalo Bills
Nel 2018 McKenzie firmò con i Buffalo Bills.

### Indianapolis Colts
Il 22 marzo 2023 McKenzie firmò con gli Indianapolis Colts.